# Tomer Steinhauer
Tomer Steinhauer (en hébreu : תומר שטיינהאור) né le 3 octobre 1966, à Tel Aviv-Jaffa, en Israël, est un ancien joueur israélien de basket-ball. Il évolue durant sa carrière au poste de pivot.

## Palmarès
- Coupe d'Israël 1993, 1998, 1999, 2000